# عقدة الحكامية
عقدة الحكامية وتعرف أيضاً بمسمى العقدة تقع في منتصف منطقة جازان تقريباً التي كانت تعرف بمسمى المخلاف السليماني سابقاً الواقعة جنوب غرب المملكة العربية السعودية. ويسكنه بني سهل من الحكامية  

## نبذة
تتميز القرية بموقعها، وزراعتها حيث توجد بها نبتة شجر الأراك وعدد من المزارع مثلها كمثل عدد من قرى المنطقة.
يسكن القرية عدد من رجال العلم والأدب ورجال الدين، ولكن القرية تفتقر إلى بعض الخدمات. وايضا كان يعملون اهاليهاًعلىً الزراعة وصيد الاسماك وتقع على ضفافً وادي الخمس والروان ويحدها شمالاً قرية مزهرة وشرقاً قرى خضراء الخلفة وجنوباً المضايا وغرباً غابة ألآراك